# Hostage: Missing Celebrity
Pour plus de détails, voir Fiche technique et Distribution.
Hostage: Missing Celebrity (hangeul : 인질 ; RR : Injil, litt. « Otage ») est un thriller sud-coréen écrit et réalisé par Pil Kam-seong et sorti en 2021 en Corée du Sud. Reprise du film chinois Saving Mr. Wu (2015), c'est le premier long-métrage de son réalisateur. Il raconte l'histoire d'un célèbre acteur de cinéma qui se fait enlever et séquestrer tandis que les ravisseurs demandent une rançon. Initialement prévu pour une sortie en 2020, le film est cependant repoussé en raison de la pandémie de Covid-19.
Selon le Conseil du film coréen, c'est le 3e plus grand succès coréen de l'année 2021 avec 13,07 millions $ de recettes et 1,63 million d'entrées au box-office sud-coréen.

## Synopsis
Après la première d'un film, un acteur célèbre est enlevé en plein Séoul. Pensant qu'il s'agit d'une farce, il est d'abord détendu, mais face à la brutalité et la cruauté de ses ravisseurs, il se rend compte de la gravité de la situation. Il essaie de s'en sortir tandis qu'une énorme rançon est exigée dans les 24 heures. La lutte qui commence alors est très différent de ce qu'il avait joué dans les films.

## Fiche technique
- Titre original : 인질
- Titre international : Hostage: Missing Celebrity
- Réalisation et scénario : Pil Kam-seong
- Photographie : Choi Young-hwan
- Montage : Kim Chang-ju (en)
- Production : Kang Hye-jeong
- Société de production : Secret Warrior
- Société de distribution : Next Entertainment World
- Pays d'origine :  Corée du Sud
- Langue originale : coréen
- Format : couleur
- Genre : thriller
- Durée : 94 minutes
- Date de sortie :
  -  Corée du Sud et  Singapour : 18 août 2021
  -  Mongolie : 17 septembre 2021
  -  Indonésie : 27 octobre 2021
  -  Japon : 9 septembre 2022

## Distribution
- Hwang Jeong-min : lui-même[5]
- Lee Yoo-mi : Ban So-yeon, une otage[6]
- Kim Jae-beom : Choi Ki-wan[7]
- Ryoo Kyeong-soo (en) : Yeom Dong-heon[8]
- Jeong Jae-won : Yong-Tae[8]
- Lee Kyoo-won : Go Young-rok[8]
- Lee Ho-jung (en) : Saet-byeol[7]
- Baek Joo-hee (en) : l'inspectrice Oh[9]
- Park Seong-woong : « Frère[8] »

## Production
Reprise du film chinois Saving Mr. Wu (2015), c'est un film d'action réaliste dans lequel l'acteur Hwang Jeong-min joue son propre rôle. Lors d'une conférence de presse, il déclare : « Je pense qu'il serait facile de me jouer moi-même, mais il est plutôt difficile de me révéler ». Il ajoute : « Je pense que le public apprécierait la situation où Hwang Jeong-min et Hwang Jeong-min coexistent dans un film de manière plus réaliste ». Le tournage a lieu dans une zone inactive de la base militaire de Gandong-myeon dans le district de Hwacheon, au commissariat de Donghae, et dans les alentours de Namsan-myeon et Sabuk-myeon à Chuncheon.

## Sortie
Le film sort le 18 août 2021 sur 1 289 écrans.
Il est à l'affiche du Fantastic Fest, un festival de films de genre organisé du 23 au 30 septembre 2021 à Austin au Texas.
Hostage: Missing Celebrity est également présent au 41e Hawaii International Film Festival dans la section « Spotlight on Korea » du 4 au 28 novembre 2021. Il est également présenté au 16e Festival du film coréen à Paris du 26 octobre au 2 novembre 2021 dans la section « Évènement ». En avril 2022, il est invité au 24e Far East Film Festival (en) en Italie du 22 au 30 avril 2022.

## Réception

### Box-office
Selon les données du réseau informatique intégré du Conseil du film coréen, le film atteint la première place du box-office coréen lors de son premier jour d'exploitation avec 97 097 entrées. Il conserve cette position le second, le troisième, et le quatrième jour, et atteint le million d'entrées 10 jours après sa sortie en salle, devenant le 3e film coréen de l'année 2021 a atteindre ce stade.
Selon le Conseil du film coréen, c'est le 3e plus grand succès coréen de l'année 2021 avec 13,07 millions $ de recettes et 1,63 million d'entrées au box-office sud-coréen.

### Critiques
Sur YTN (en), Lee Yu-na félicite le réalisateur Pil Kam-seong pour la bonne gestion de la réalisation de son premier film et Hwang Jeong-min pour sa prestation. Elle commence sa critique en écrivant : « Un film avec une intrigue simple gagne en importance avec les talents d'acteur inégalés de Hwang Jeong-min. En termes d'exhaustivité, c'est un chef-d'œuvre qui ne reste jamais à la traîne face aux grands films de cet été ». Elle estime que le film a « renforcé la réalité » en faisant jouer Hwang Jeong-min dans son propre rôle.
Sur Star News, Kim Mi-hwa écrit que le film est issu d'un nouveau genre dit « action-réalité » où l'acteur principal joue son propre rôle. Louant la réalisation de Pil Kam-seong, elle déclare : « Même s'il s'agit du premier long métrage de son réalisateur, le rythme est intense et fluide ». Saluant la prestation de l'acteur principal, elle écrit : « Comme l'a dit Hwang Jeong-min, si vous regardez le film, vous vous retrouverez à l'encourager ». Elle conclut : « Le simple fait de découvrir de nouveaux acteurs est une raison suffisante pour regarder Hostage: Missing Celebrity ».
Sur Ten Asia, Kim Ji-won ouvre sa critique en écrivant : « Le film Hostage: Missing Celebrity se sert de la réelle carrière de Hwang Jeong-min comme arrière-plan. Le réalisme et la fiction sont correctement mélangés pour faire ressentir un haut niveau d'immersion ». Ji-won salue la prestation des nouveaux acteurs et estime que leurs rôles de preneurs d'otages ajoute à la sublimité du film. Analysant la profondeur de la réalité et de la fiction dans le film d'action-réalité, elle écrit que le déroulement du film est bien ordonné et que le jeu de Hwang Jeong-min garde les spectateurs en haleine. Elle écrit : « Il [le film] a également les vertus d'un film de divertissement avec des scènes d'action réalistes et brutales et un rythme rapide grâce à des transitions appropriées ».
Park Jeong-seon de JTBC écrit que la réalité-action du film le rend intéressant et permet de garder le public captivé. Elle en a attribue le mérite au réalisateur Pil Kam-seong et déclare : « La direction réaliste du réalisateur joue également un grand rôle dans cette réalité ». Elle salue la prestation de l'acteur principal et des nouveaux acteurs, comme elle l'écrit : « Bien qu'il s'agisse de nouveaux venus inconnus, ils font tous bien leur travail ». Park estime que bien que le coût de production du film soit d'environ 8 milliards de wons, le meilleure possible a été produit ». Elle conclut : « C'est un film sage qui convient bien aux cinémas et au public actuels ».

## Prix et nominations
| Année | Prix                                           | Catégorie                    | Récipiendaire              | Issue      | Ref.   |
| ----- | ---------------------------------------------- | ---------------------------- | -------------------------- | ---------- | ------ |
| 2021  | 42ème Blue Dragon Film Awards                  | Meilleur film                | Hostage: Missing Celebrity | Nomination | ,      |
| 2021  | 42ème Blue Dragon Film Awards                  | Meilleur acteur              | Ryoo Kyeong-soo (en)       | Nomination | ,      |
| 2021  | 42ème Blue Dragon Film Awards                  | Meilleur acteur              | Kim Jae-beom               | Nomination | ,      |
| 2021  | 42ème Blue Dragon Film Awards                  | Meilleur nouveau réalisateur | Pil Kam-seong              | Nomination | ,      |
| 2021  | 42ème Blue Dragon Film Awards                  | Meilleur montage             | Kim Chang-ju (en)          | Nomination | ,      |
| 2021  | 8ème Korean Association of Film Critics Awards | Meilleure nouvelle actrice   | Lee Yoo-mi                 | Lauréat    | [ 30 ] |
| 2022  | 58ème Baeksang Arts Awards                     | Meilleur nouveau réalisateur | Pil Kam-seong              | Nomination | ,      |
| 2022  | 58ème Baeksang Arts Awards                     | Meilleur nouvelle acteur     | Kim Jae-beom               | Nomination | ,      |
| 2022  | Chunsa Film Art Awards                         | Meilleur nouveau réalisateur | Pil Kam-seong              | Nomination | [ 33 ] |
| 2022  | Chunsa Film Art Awards                         | Meilleur acteur              | Hwang Jeong-min            | Nomination | [ 33 ] |
| 2022  | Chunsa Film Art Awards                         | Meilleur nouvel acteur       | Kim Jae-beom               | Nomination | [ 33 ] |